# True Blue (chanson de Madonna)
Pour les articles homonymes, voir True Blue.
Singles de Madonna
Papa Don't Preach
(1986) Open Your Heart
(1986)
Pistes de True Blue
Where's The Party
(5) La Isla Bonita
(7)
True Blue est une chanson de l'artiste américaine Madonna et le troisième single de l'album True Blue. Parue en single le 29 septembre 1986 aux États-Unis puis quelques jours plus tard au Royaume-Uni, elle est distribuée par le label Sire Records. La chanson a été composée par Stephen Bray et les paroles expriment les sentiments de la chanteuse envers l'acteur Sean Penn.
Elle se compose musicalement d'une guitare rythmique, un synthétiseur, des claviers et une batterie. Le refrain est soutenu par une progression d'accords généralement caractéristique du genre Doo-wop.
Les critiques musicaux considèrent True Blue comme une chanson rétro mignonne. Elle devient numéro un au Royaume-Uni, en Irlande, où elle l'est restée pendant deux semaines, et au Canada. Elle atteint le top 3 du Billboard Hot 100. Le clip montre Madonna dans une silhouette plus sportive avec un nouveau look, une minceur plus prononcée et des cheveux plus courts de couleur blond platine. Un autre clip (Alternate Version) a été réalisé pour le concours Make My Video sur MTV. Les vidéos sélectionnées ont un décor inspiré des années 1950 et un scénario qui suit les paroles de la chanson. Madonna interprète True Blue lors des tournées Who's That Girl Tour et Rebel Heart Tour.

## Genèse
La chanson a été écrite par Stephen Bray et coécrite avec Madonna. Selon Madonna, True Blue vient d'une expression de son ex-mari Sean Penn et de sa vision de l'amour. Il s'agit d'un hommage qu'elle lui rend à travers la chanson et l'album qui sont inspirés de son « amour incorrigible » pour Penn. Dans une interview, Stephen Bray a déclaré: « Elle (Madonna) était très amoureuse. Il est évident que si elle est amoureuse, elle va écrire des chansons d'amour. Si elle n'était pas amoureuse, elle n'écrirait surement pas de chansons d'amour ». En 2015, Madonna déclare que True Blue est « une chanson d'amour sincère. Je ne savais pas de quoi je parlais lorsque je l'ai écrite ».

## Description musicale
True Blue est une chanson dance-pop inspirée des Girl groups de Motown des années 1960 et qui sont considérées comme l'une des inspirations directes de la musique de Madonna. La chanson est composée dans la tonalité de si bémol. La chanson a une signature rythmique en 12/8 dite compound quadruple metre, fréquemment utilisée dans le doo-wop, et un tempo allegretto de 118 pulsations par minute. True Blue est musicalement composée de guitare rythmique, synthétiseur, claviers et percussions, avec une progression d'accords en si-sol mineur-mi-fa majeur.
La gamme vocale de Madonna enjambe un peu moins d'une octave et demie, de fa3 à si4. Le refrain est soutenu en fond par les sons de cloches, un couplet en parallèle — « This time I know it's true » — chantée par trois chœurs durant l'interlude, et une mélodie grave introduisant sa voix durant le second refrain. Les paroles sont construites selon la forme couplet-refrain et expriment les sentiments de Madonna envers Sean Penn ; elle utilise aussi le mot jugé archaïque « dear » dans la ligne « Just think back and remember, dear ».

## Accueil critique

### Critiques de la presse
Davitt Sigerson du magazine Rolling Stone, dans une critique de l'album True Blue, dit que la chanson « gaspille un rythme classique avec un titre extrêmement prometteur ». Bill Holdship de LAUCNHcast dit que « True Blue est un merveilleux hommage de Madonna aux grils groups des années 1950 et 1960 ». Dans son livre Madonna: An Intimate Biography, le journaliste J. Randy Taraborrelli décrit la chanson comme « la chansonnette, la piste amusante de tout l'album True Blue avec son esprit rétro des années 50 ». Dans le livre Rock 'n' Roll Gold Rush contenant des informations sur des artistes variés et sur leurs singles, l'auteur Maury Dean dit que la chanson est « un chef-d'œuvre de la simplicité lié à une complexité secrète » ajoutant que « d'une part, il s'agit juste d'une chansonnette basique, avec quatre accords de base. Dans un autre contexte, c'est un contrepoint de couverture harmonique, tournoyant dans un timbre étoilé et une conduite dynamique ». Rikky Rooksby, auteur du livre The Complete Guide to the Music of Madonna, dit que True Blue est « une chanson simplement futée qui n'ambitionne pas à devenir réellement la piste principale d'un album ».
Le magazine The Wichita Eagle n'apprécie pas la chanson, pensant qu'elle est « sans culot et neutre » comparé aux autres chansons de l'enregistrement. Cependant, Daniel Brogan du Chicago Tribune pense que la chanson est bien, la trouvant « impressionnante » comme le reste de l'album, et Jan DeKnock du même journal pense qu'elle est « charmante ». Steve Morse de The Boston Globe, quand il décrit la chanson, dit que c'est « une offre pour être une Hélène de Troie des années 80 ».

### Performance dans les hits-parades
True Blue sort aux États-Unis en octobre 1986. Elle débute dans le Billboard Hot 100 à la quarantième place, six semaines plus tard, elle atteint la troisième place et y reste trois semaines. Elle totalise seize semaines dans le classement. La chanson effectue le même résultat sur d'autres classements de Billboard, elle atteint la cinquième position du Adult Contemporary, et la sixième du Hot Dance Club Play. En octobre 1998, elle est certifiée disque d'or par la Recording Industry Association of America (RIAA) pour la vente de 500 000 exemplaires. À la fin de l'année 1986, elle termine à la 76e position du classement annuel du Billboard. Au Canada, la chanson démarre à la 84e position du classement RPM le 27 septembre 1986, puis devient numéro un pendant une semaine en novembre 1986, et reste dans le classement pendant vingt-trois semaines. Elle termine à la 37e position du classement annuel.
Au Royaume-Uni, True Blue sort le 29 septembre 1986. Elle débute à la troisième place du UK Singles Chart, avant d'atteindre le sommet la semaine suivante, devenant le troisième numéro un de Madonna dans ce pays. Elle est certifiée disque d'argent par la British Phonographic Industry (BPI) en octobre 1986. Selon l'Official Charts Company, la chanson s'est vendue à 545 000 exemplaires au Royaume-Uni. La chanson est numéro un pendant deux semaines en Irlande, devenant son quatrième numéro un dans le Irish Singles Chart. En Europe, True Blue est aussi numéro un du Eurochart Hot 100 en octobre 1986. Elle atteint le top 5 en Belgique, Italie et Pays-Bas,,, le top 10 en Allemagne, Autriche, France et Suisse,,, et le top 20 en Suède. En Australie et Nouvelle-Zélande, elle atteint respectivement les cinquième et troisième place,.

## Vidéoclip

### Version officielle
True Blue est accompagnée de deux clips vidéo. Tournée en septembre 1986 à New York, la première vidéo est dirigée par James Foley et produite par David Naylor et Sharon Oreck tandis que Michael Ballhaus est chargé de la photographie. La version de Foley montre Madonna avec trois danseuses dans une voiture des années 1950 et un restaurant tout en bleu. Madonna change encore de look en passant de la coupe de cheveux tondue court dans Papa Don't Preach pour une coiffure blond platine épaisse et interprète la chanson avec une chorégraphie soutenue par ses danseuses. Elle montre un retour à la culture du rock 'n' roll des années 1950.
Le fond bleu change en fond ensoleillé lorsqu'elle chante « The sun is bursting right out of the sky » pour aller avec le sens de la chanson. Deux des amies de Madonna, Erika Belle et Debi Mazar, apparaissent dans le clip. La vidéo sort au moment où elle traverse un mariage raté avec l'acteur Sean Penn. Durant cette période, Madonna met au point des modes et des attitudes plus traditionnelles et essaie d'apparaître plus respectueuse des rôles traditionnels des sexes. Après avoir perdu son image boy-toy et de minette dans le clip de Live to Tell, Madonna adopte encore un nouveau look pour cette vidéo. Elle assiste à des séances d'aérobie dans les centres de santé d'Hollywood The Sports Connection, ce qui est responsable de son aspect plus tonique dans la vidéo.

### ConcoursMake My Video
Sire Records décide d'opter pour un dispositif promotionnel aux États-Unis qui voudrait faire participer les téléspectateurs de MTV à créer leur propre vidéo de True Blue. À l'automne 1986, MTV demande à ses téléspectateurs d'envoyer les vidéos. Le concours est plus connu sous le nom de « Madonna's Make My Video Contest ». Le gagnant reçoit un prix pour visiter le studio MTV de New York où Madonna offre un chèque de 25 000 $ de la part de MTV. Des milliers de personnes envoient leurs enregistrements réalisés principalement en utilisant des équipements amateurs et en se montrant eux-mêmes ou alors en se mettant en scène comme des acteurs. L'agent publicitaire de MTV Peter Danielson dit que beaucoup de ces clips mettent en scène des adolescents imitant Madonna. Toutes les entrées sont diffusées en continu sur la chaîne MTV comme promis. La même chanson est jouée encore et encore toute la journée, mais chaque fois avec une vidéo différente faite par les finalistes. L'auteur Lisa A. Lewis, dit que cet évènement insiste sur l'effet que Madonna a sur les différentes natures du public due à la popularité et à la réponse du concours. MTV sélectionne dix finalistes fondé sur un standard de popularité plutôt que sur une blague de production ou un concept de créativité.
Cependant, les scénarios utilisés dans les vidéos reprennent différentes idées pour interpréter les paroles de la chanson. Les trois finalistes sélectionnés, montre une production du style années 1950 en référence au contenu thématique de la chanson. Le récit sur l'« amour fidèle » constitue la base du reste des vidéos demi-finalistes mais est utilisée de différentes manières. Ces vidéos mettent en avant une romance hétérosexuelle, bien qu'aucun protagoniste particulier ne se distingue. Certains adoptent même une sorte de montage littéral technique plutôt que de structurer la vidéo sur une narration. Les gagnants sont Angel Gracia et Cliff Guest pour leur production qui montre une femme soutenue et guidée par ses amies qui vont la présenter à un homme. La fille vient devant sa porte pour lui donner des fleurs, inversant les traditions. L'homme est montré comme un « homme parfait » ayant des sensibilités attentives, intelligentes, enjouées comme un ami (à la suite des paroles « You're my best friend ») sans aucun sous-entendu sexuel. La vidéo contraste ensuite avec un homme narcissique qui met ses lunettes de soleil, jette sa veste en cuir sur ses épaules et s'éloignent des filles. D'autres vidéos montrent une jeune fille épinglant un marin, les relations américano-soviétiques et un couple se disputant avec leur jeune fille dans une scène inspirée du clip What's Love Got to Do with It de Tina Turner.

## Interprétations scéniques

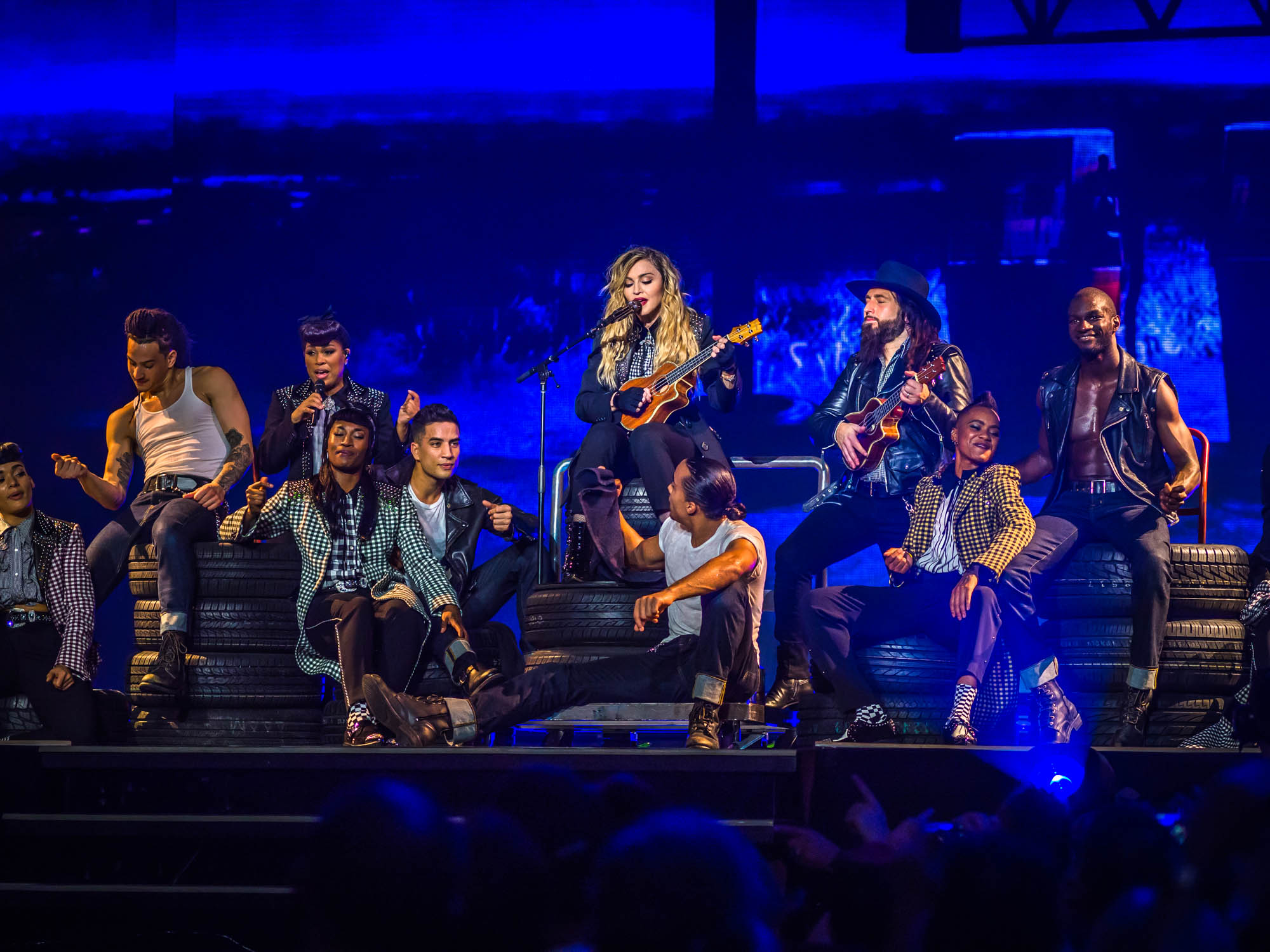
Madonna, entourée de tous ses danseurs, interprète une version acoustique de True Blue lors du Rebel Heart Tour.

Madonna interprète la chanson lors du Who's That Girl Tour. Elle monte sur scène habillée d'une robe bleue pour chanter après la prestation de Lucky Star. Dans un décor au clip de la chanson, Madonna est soutenue en fond par trois chanteuses qui jouent ses amies. À la fin de la chanson, un danseur lui demande de danser encore. Sa chorégraphie pour la chanson (comme la plupart des autres performances de la tournée) est réalisée par Jeffrey Hornaday de Flashdance. Deux interprétations différentes sont disponibles sur les vidéos de la tournée intitulées Who's That Girl — Live in Japan, filmée à Tokyo le 22 juin 1987, et Ciao, Italia! – Live from Italy, filmée à Turin le 4 septembre 1987.
Madonna n'interprète pas la chanson avant le Rebel Heart Tour. Elle réalise une interprétation acoustique avec un ukulélé. Elle est assise sur une pile de pneus et demande à son public de chanter avec elle. Jim Farber, journaliste au New York Daily News, estime que Madonna « fait ressortir une rare sincérité » tandis que Jordan Zivitz du Montreal Gazette pense que la prestation « était à la fois d'un pittoresque attachant et démesuré par les 16 000 voix qui reprenaient la chanson ; un moment qui donne des frissons et paraît plus grandiose que le décor autour, ». Glenn Gamboa de Newsday donne un avis favorable et dit que « cette version acoustique adorable est une ode à l'amour, le plus beau des sentiments de Madonna ».

## Versions
| - Single 45 tours (Europe) 1. True Blue (Remix/Edit) – 4:22 2. Holiday (Edit) – 3:50 - Single 45 tours (Japon/É.U.) , 1. True Blue – 4:16 2. Ain't No Big Deal – 4:12 - Single 45 tours (Ré-édition) 1. True Blue – 4:16 2. Live to Tell – 4:37 - Single 45 tours (RU) 1. True Blue (Version Extended Dance) – 6:37 2. Holiday (Version Intégrale) – 6:08 | - Single Maxi 45 tours (É.U.) 1. True Blue (The Color Mix) – 6:37 2. True Blue (Instrumental) – 6:56 3. Ain't No Big Deal – 4:12 4. True Blue (Remix/Edit) – 4:22 - CD Super Club Mix (Australie/Japon) , 1. True Blue (The Color Mix) – 6:37 2. Everybody (Version Dub) – 9:23 3. Papa Don't Preach (Extended Remix) – 5:45 4. Everybody (Version Extended) – 5:56 5. Live to Tell (Version Instrumental) – 5:49 |

## Crédits
- Madonna : paroles, production, voix
- Stephen Bray : percussions, claviers, paroles, production
- Bruce Gaitsch : guitare rythmique
- Fred Zarr : claviers additionnels
- Steve Peck : ingénieur du son
- Shep Pettibone : remix
- Herb Ritts : photographie
- Jeri McManus : graphisme/artwork

Source

## Classements, certifications et successions à la première place
| Pays                           | Meilleure Position |
| ------------------------------ | ------------------ |
| Allemagne                      | 6                  |
| Australie                      | 5                  |
| Autriche                       | 9                  |
| Belgique                       | 3                  |
| Canada                         | 1                  |
| Espagne                        | 12                 |
| Europe                         | 1                  |
| France                         | 6                  |
| Irlande                        | 1                  |
| Italie                         | 4                  |
| Nouvelle-Zélande               | 3                  |
| Pays-Bas                       | 4                  |
| Royaume-Uni                    | 1                  |
| Suède                          | 18                 |
| Suisse                         | 6                  |
| États-Unis Billboard Hot 100   | 3                  |
| États-Unis Adult Contemporary  | 5                  |
| États-Unis Hot Dance Club Play | 6                  |

| Pays (1986) | Meilleure position |
| ----------- | ------------------ |
| Australie   | 45                 |
| Canada      | 37                 |
| Italie      | 20                 |
| Pays-Bas    | 19                 |
| États-Unis  | 76                 |

| Pays        | Certification |
| ----------- | ------------- |
| Australie   | Platine       |
| France      | Argent        |
| Royaume-Uni | Argent        |
| États-Unis  | Or            |

## Compléments